# WSB Barn Dance
Der WSB Barn Dance war eine US-amerikanische Country-Sendung, die vom Sender WSB aus Atlanta, Georgia, gesendet wurde.

## Geschichte

### Anfänge
Der Radiosender WSB, der durch seine 50.000-Watt-Station weitreichend hörbar war und in den 1920er-Jahren bereits eine wichtige Rolle in der Country-Musik Georgias spielte, begann 1940, einen wöchentlichen, live gesendeten, Barn Dance zu planen. Die Organisation der ersten Show wurde dem Folk- und Country-Musiker John Lair überlassen, der zuvor auch Mitglied des WLS National Barn Dance war und später im WLW Renfro Valley Barn Dance aktiv war. Die erste Sendung fand am 16. November 1940 in den Studios des Baltimore Hotels statt. Erster Moderator war Dwight Butcher.

### Erfolge und Ende
Schon 1941 hatte der WSB Barn Dance eine solche Popularität erreicht, dass die Show die erfolgreichste Sendung in Georgia war. Immer mehr Zuschauer kamen, um sich die Sendung live anzusehen, und am 14. Januar 1941 zog der Barn Dance in den Atlanta Women’s Club um, der damals an der 14th Avenue lag. Ein Jahr später zog die Show ein weiteres Mal um, diesmal in das nicht weit entfernte Erlanger Theatre. In den Sommermonaten wurden Tourneen durch Georgia veranstaltet, die Konzerte wurden ebenfalls im Radio übertragen.
Der WSB Barn Dance hatte im Laufe der Jahre erfolgreiche Country-Musiker als Mitglieder, so zum Beispiel Hank Penny, Boudleaux Bryant, Mac Wiseman oder Bill Carlisle. Die Show lief insgesamt fast zehn Jahre; 1950 wurde die Sendung aufgrund schlechter werdender Quoten eingestellt. Der letzte WSB Barn Dance lief am Abend des 18. Februar 1950.

## Gäste und Mitglieder
| - Bill Carlisle - Jean Chapel - Hank Penny - Boudleaux Bryant - Mac Wiseman - Harpo Kidwell - James Carson & Martha Carson - Johnny Tyler mit Jimmie Smith’s Texans - The Fescue Boys | - The Praire Songbirds - Pete Cassell - Boots Woodall and his Radio Wranglers - Dick Embry - Red Murphy - Jesse Carpenter - The Amburgey Sisters - Lonnie Glosson - Bobby Atcheson |